# ICAO空港コードの一覧/T
ICAOコードによる空港の一覧：A - B - C - D - E - F - G - H - I - J - K（KA - KG - KN） - L - M - N - O - P - Q - R - S - T - U - V - W - X - Y - Z
この一覧では次のような形式で列挙する。
- ICAOコード（IATAコード）– 空港名 – 空港の所在地

## TA - アンティグア・バーブーダ
カテゴリと一覧も参照
- TAPA (ANU) - VCバード国際空港 - セントジョンズ, アンティグア島
- TAPH (BBQ) - コドリントン空港（英語版） - コドリントン
- TAPT - ココポイント・ロッジ空港 - ココポイント, バーブーダ島

## TB - バルバドス
カテゴリと一覧も参照
- TBPB (BGI) - グラントレー・アダムス国際空港 - ブリッジタウン
- TBPO - ブリッジタウン・ヘリポート（英語版） - ブリッジタウン (閉鎖)

## TD - ドミニカ国
カテゴリと一覧も参照
- TDCF (DCF) - Canefield Airport（英語版） - ロゾー
- TDPD (DOM) - メルビル・ホール空港 - Marigot, Dominica（英語版）

## TF - グアドループ　、マルティニーク　、サン・バルテルミー島、サン・マルタン

### グアドループ
カテゴリと一覧も参照
- TFFA (DSD) - ラ・デジラード空港 - ラ・デジラード島
- TFFB (BBR) - バイイフ空港 - バイイフ（英語版）, バステール
- TFFC (SFC) - サン＝フランソワ空港 - サン＝フランソワ（英語版）, グランド・テール島
- TFFM (GBJ) - マリー・ガラント空港 - グラン＝ブール, マリー・ガラント島
- TFFR (PTP) - ポワンタピートル国際空港 - ポワンタピートル, グランド・テール島
- TFFS (LSS) - レ・サント空港（英語版） - テール・ド・オー（英語版）, レ・サント諸島

### マルティニーク
カテゴリと一覧も参照
- TFFF (FDF) - マルティニーク・エメ・セゼール国際空港 - Le Lamentin（英語版）, フォール＝ド＝フランス

### サン・バルテルミー島
カテゴリと一覧も参照
- TFFJ (SBH) - グスタフ3世飛行場 - Saint Jean, Saint Barthélemy（英語版）

### サン・マルタン
カテゴリと一覧も参照
- TFFG (SFG) - グランカーズ・エスペランサ飛行場 - Grand Case（英語版）

## TG - グレナダ
カテゴリと一覧も参照
- TGPG       - Pearls Airport（英語版） - Grenville, Grenada（英語版）
- TGPY (GND) - ポイント・サリンス国際空港 - セントジョージズ
- TGPZ (CRU) - Lauriston Airport（英語版） (Carriacou Island Airport) - ヒルズボロ (グレナダ), カリアク島・プティトマルティニーク島

## TI - アメリカ領ヴァージン諸島
カテゴリと一覧も参照
- TIST (STT) - シリル・E・キング空港 - セント・トーマス島
- TISX (STX) - ヘンリー・E・ロールセン空港（英語版）  - セント・クロイ島

## TJ - プエルトリコ
カテゴリと一覧も参照
- TJAB (ARE) - Antonio (Nery) Juarbe Pol Airport（英語版） - Arecibo, Puerto Rico（英語版）
- TJBQ (BQN) - Rafael Hernández Airport（英語版） - Aguadilla, Puerto Rico（英語版） Borinquen
- TJVQ (VQS) - Vieques Airport（英語版） (Antonio Rivera Rodríguez Airport（英語版）) - ビエケス島
- TJCP (CPX) - Benjamin Rivera Noriega Airport（英語版） - クレブラ島 (プエルトリコ)
- TJFA (FAJ) - Diego Jimenez Torres Airport（英語版） - Fajardo, Puerto Rico（英語版）
- TJFF - Ramey Air Force Base（英語版） - Aguadilla, Puerto Rico（英語版） (閉鎖, Rafael Hernández Airport（英語版）として再開港)
- TJIG (SIG) - Fernando Ribas Dominicci Airport（英語版） (Isla Grande Airport（英語版）) - サンフアン (プエルトリコ)
- TJMZ (MAZ) - Eugenio María de Hostos Airport（英語版） - マヤグエス
- TJNR (NRR) - Roosevelt Roads Naval Station（英語版） - Ceiba, Puerto Rico（英語版） (閉鎖, José Aponte de la Torre Airport（英語版）[1]として再開港)
- TJPS (PSE) - Mercedita Airport（英語版） - ポンセ (プエルトリコ)
- TJRV (NRR) - José Aponte de la Torre Airport（英語版） - Ceiba, Puerto Rico（英語版）
- TJSJ (SJU) - ルイス・ムニョス・マリン国際空港 - サンフアン (プエルトリコ)

## TK - セントクリストファー・ネイビス
カテゴリと一覧も参照
- TKPK (SKB) - ロバート・L・ブラッドショー国際空港 - バセテール, セントクリストファー島
- TKPN (NEV) - バンス・W・アモリー国際空港（英語版） - チャールズタウン, ネイビス島

## TL - セントルシア
カテゴリと一覧も参照
- TLPC (SLU) - George F. L. Charles Airport（英語版） (以前はVigie Airport（英語版）) - カストリーズ, セントルシア
- TLPL (UVF) - ヘウノラ国際空港 - ビュー・フォート地区, セントルシア

## TN - ボネール、シント・ユースタティウスおよびサバ、アルバ、キュラソー島、シント・マールテン
カテゴリと一覧も参照

### カリブ海にあるオランダの特別自治体

#### ボネール島
カテゴリと一覧も参照
- TNCB (BON) - フラミンゴ空港 - クラレンダイク, ボネール島

#### シント・ユースタティウス島
カテゴリと一覧も参照
- TNCE (EUX) - F・D・ルーズベルト飛行場 - シント・ユースタティウス島

#### サバ島
カテゴリと一覧も参照
- TNCS (SAB) - ファンチョ・E・ヨラウスクィン飛行場 - サバ島

### アルバ
カテゴリと一覧も参照
- TNCA (AUA) - ベアトリクス女王国際空港 - オラニエスタッド, アルバ

### キュラソー
カテゴリと一覧も参照
- TNCC (CUR) - ハト国際空港 - ウィレムスタット, キュラソー,

### シント・マールテン
カテゴリと一覧も参照
- TNCM (SXM) - プリンセス・ジュリアナ国際空港 - フィリップスブルフ, シント・マールテン

## TQ - アンギラ
カテゴリと一覧も参照
- TQPF (AXA) - クレイトン・J・ロイド国際空港（英語版） (アンギラ・ウォールブレイク空港) - バレー (アンギラ)

## TR - モントセラト
カテゴリと一覧も参照
- TRPG (MNI) - ジョン・A・オズボーン空港（英語版） - ジェラルズ・パーク
- TRPM (MNI) - W・H・ブランブル空港（英語版） (ブラックバーン) - プリマス (閉鎖)

## TT - トリニダード・トバゴ
カテゴリと一覧も参照
- TTCP (TAB) - クラウン・ポイント空港  - スカボロー (トリニダード・トバゴ), トバゴ島
- TTPP (POS) - ピアルコ国際空港 - ポートオブスペイン, トリニダード島

## TU - イギリス領ヴァージン諸島
カテゴリと一覧も参照
- TUPA (NGD) - オーギュスト・ジョージ空港（英語版） - アネガダ島
- TUPJ (EIS) - テランス・B・レットサム国際空港（英語版） - ビーフ島（英語版） / トルトラ島
- TUPW (VIJ) - ヴァージン・ゴルダ空港（英語版） - ヴァージン・ゴルダ島

## TV - セントビンセント・グレナディーン
カテゴリと一覧も参照
- TVSB (BQU) - J.F.ミッチェル空港（英語版） - ベキア島, グレナディーン諸島
- TVSC (CIW) - カノーアン空港（英語版） - カノーアン島, グレナディーン諸島
- TVSM (MQS) - マスティク空港（英語版） - マスティク島, グレナディーン諸島
- TVSU (UNI) - ユニオン島空港（英語版） - ユニオン島, グレナディーン諸島
- TVSV (SVD) - E.T.ジョシュア国際空港 - キングスタウン近郊, セントビンセント島

## TX - バミューダ諸島
カテゴリと一覧も参照
- TXKF (BDA) - バミューダ国際空港 - Ferry Reach, Bermuda（英語版）